# Hickory Grove (Illinois)
Hickory Grove – miasto w stanie Illinois w hrabstwie Adams w Stanach Zjednoczonych.